# Evangelisch-Lutherisches Dekanat Altdorf
Das Evangelisch-Lutherische Dekanat Altdorf ist eines der zehn Dekanate des Kirchenkreises Nürnberg. Amtierende Dekanin ist Veronika Zieske. Sein Gebiet umfasst den südlichen Teil des Landkreises Nürnberger Land sowie den Markt Postbauer-Heng im Landkreis Neumarkt in der Oberpfalz. Zur Kirchengemeinde Feucht gehört auch der Gewerbepark Nürnberg-Feucht.

## Geschichte
Die Pfarreien Altdorf, Altenthann, Entenberg, Feucht, Leiburg und Rasch gehörten in der Reformationszeit zur Reichsstadt Nürnberg. Winkelhaid war damals eine Tochterkirche von Altdorf. 1524 führte Nürnberg die evangelische Lehre ein. In Oberferrieden wurde durch das Markgraftum Brandenburg-Ansbach 1528 die Reformation eingeführt. Die heutige Pfarrei Eismannsberg wurde als Tochterkirche von Traunfeld unter der Herrschaft des Herzogtums Pfalz-Neuburg 1556 evangelisch. Zwischen 1628 und 1650 fand die Gegenreformation statt. Ab 1653 erhielten die Katholiken ein Mitbenützungsrecht der Kirche. Die Pfarrei Schwarzenbruck wurde 1959 errichtet. In Postbauer-Heng wurde 1998 das Gemeindezentrum mit der Martin-Luther-Kirche eingeweiht.
Das bayerische Dekanat Altdorf wurde am 7. Dezember 1810 mit den nürnbergischen Pfarreien und der ansbachischen Pfarrei Oberferrieden errichtet. 1879 kam Eismannsberg von Pyrbaum hinzu.

## Kirchengemeinden
Zum Dekanatsbezirk Dekanat Altdorf gehören 13 Kirchengemeinden mit 30.000 Gemeindegliedern, die im Folgenden mit ihren Kirchengebäuden aufgelistet sind:
- Pfarrei Altdorf
  - Kirchengemeinde Altdorf, St. Laurentius
- Pfarrei Altenthann/Burgthann
  - Kirchengemeinde Altenthann, St. Veit
  - Kirchengemeinde Burgthann, Johanneskirche
- Pfarrei Eismannsberg
  - Kirchengemeinde Eismannsberg, St. Andreas und Bartholomäus
- Pfarrei Feucht
  - Kirchengemeinde Feucht, St. Jakob und Heilig-Geist Kirche in Moosbach
- Pfarrei Leinburg und Entenberg
  - Kirchengemeinde Entenberg, St. Peter und Paul
  - Kirchengemeinde Leinburg, St. Leonhard
  - Sankt-Mauritius-Kapelle (Moritzberg)
- Pfarrei Oberferrieden
  - Kirchengemeinde Oberferrieden, Marienkirche (Oberferrieden) in Oberferrieden, Marienkirche in Unterferrieden
- Pfarrei Postbauer-Heng
  - Kirchengemeinde Postbauer-Heng, Martin-Luther-Kirche
- Pfarrei St. Michael in Rasch
  - Kirchengemeinde Rasch, St. Michael
- Pfarrei Rummelsberg
  - Kirchengemeinde Rummelsberg, Philippuskirche (1927)
- Pfarrei Schwarzenbruck
  - Kirchengemeinde Schwarzenbruck, Martin-Luther-Kirche (1955)
- Pfarrei Winkelhaid
  - Kirchengemeinde Winkelhaid, Dreieinigkeitskirche in Winkelhaid, Johanniskirche im Gemeindeteil Penzenhofen